# Église Sainte-Maure-et-Sainte-Brigide de Nogent-sur-Oise
L'église Sainte-Maure-et-Sainte-Brigide est une église catholique paroissiale située à Nogent-sur-Oise, dans le centre de l'agglomération de Creil, dans le département de l'Oise, en France. De dimensions modestes, elle est néanmoins d'un grand intérêt archéologique pour son exceptionnel clocher roman de trois étages avec trois baies par face, richement décoré, et pour son chœur-halle gothique rayonnant d'une rare homogénéité et harmonie, bâti d'un seul trait peu avant le milieu du XIIIe siècle. La nef et le transept sont d'une facture très simple, mais âgés de plus de neuf siècles, méritent également l'attention. Du fait de ses richesses, l'église a été classée très tôt au titre des monuments historiques en 1846, parmi les premières églises du département. Elle est affiliée à la paroisse de Tous les Saints du Creillois-Nord.

## Localisation
L'église est située dans le département français de l'Oise, sur la commune de Nogent-sur-Oise. Elle est localisée au quartier ancien dit Royaumont (où l'abbaye de Royaumont possédait des terres), place de l'Église, à côté de la place de la République. La façade occidentale avec le portail sous un porche donne sur un parvis, qui correspond à l'ancien cimetière : en subsistent la croix de cimetière, la chapelle funéraire de la famille du maréchal Gérard et quelques pierres tombales. La façade méridionale donne sur le jardin devant le presbytère. Seulement un étroit passage permet de contempler la façade septentrionale, et la façade orientale n'est malheureusement pas visible depuis le domaine public.

## Historique

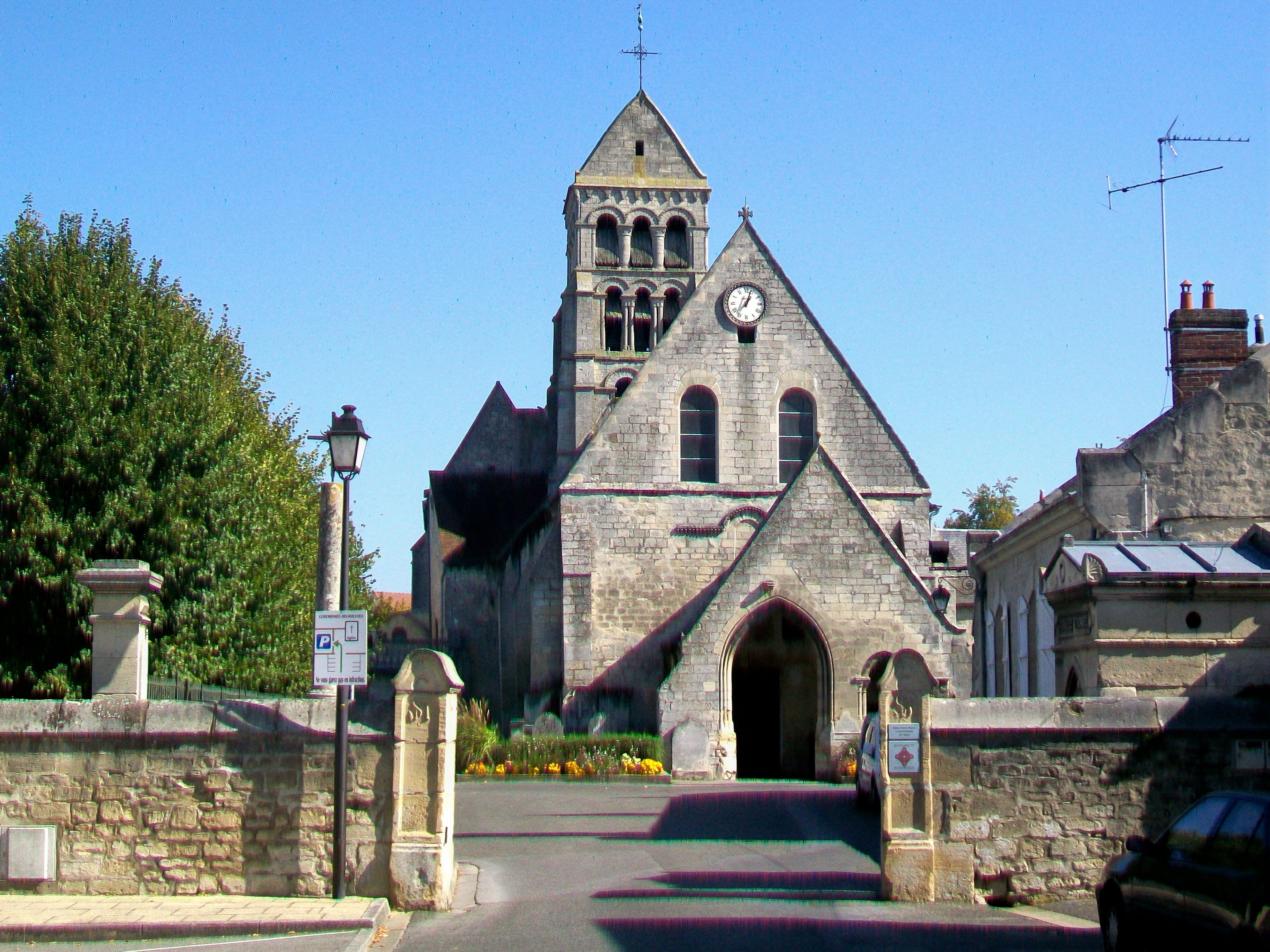
Approche de l'église.

L'église Sainte-Maure-et-Sainte-Brigide est l'unique église catholique de la commune. Elle est classée monuments historiques en 1846, soit six ans après la publication de la première liste des monuments historiques par Prosper Mérimée. Ses patronnes sont deux vierges écossaises assassinées à Balagny-sur-Thérain à la fin du Ve siècle. Elles sont d'abord enterrées sur place, mais prenant connaissance des nombreux miracles se produisant près de leurs tombes, la reine Bathilde veut faire transporter leurs corps dans l'abbaye de Chelles qu'elle vient de fonder en 645. Or, le cortège s'arrête à Nogent, et c'est sur le cimetière de ce village que les deux saintes trouvent leur nouvelle sépulture. Rien n'est connu sur l'église devant exister à Nogent dès cette époque. Sa construction peut être située à la fin du XIe siècle ou au début du XIIe siècle pour la nef, le clocher et le transept. Aucun document ne renseigne sur les origines de l'église romane. En 1185 seulement, les reliques des deux saintes sont transférées à l'intérieur de l'église, peu avant leur canonisation. En 1241, le roi saint Louis offre des nouvelles châsses destinées à abriter les corps des deux saintes. Il se déplace à Nogent en compagnie de l'évêque. Voyant la modeste église romane, la tradition rapporte que le roi décide alors d'offrir un nouveau chœur afin de donner un cadre plus digne aux reliques. L'édification du chœur-halle commence vraisemblablement en 1245 ou peu après. L'architecte anonyme ne vient certainement pas de l'entourage royal, mais connaît bien les chantiers prestigieux menés à l'époque et conçoit un édifice d'une grande qualité. Jusqu'au 1er juillet 1905, la commune s'appelle Nogent-les-Vierges, en référence à sainte Maure et sainte Brigide.
L'église subit peu de transformations au cours de son histoire. En 1632, un enfeu est construit pour le tombeau du seigneur Jean Bardeau, ce qui entraîne le défoncement du mur la première travée au nord et le bouchage de la partie inférieure du fenêtre. En 1841, une transformation semblable est entamée dans la travée voisine afin de construire une chapelle funéraire pour le maréchal Étienne Maurice Gérard. Le classement aux monuments historiques empêche l'achèvement de ce projet, et au lieu de la chapelle, un enfeu du style du XVIIe siècle est construit. La restauration de l'église commence en 1850 sous la direction de l'architecte Ramée, qui démolit la charpente de la nef du XVe siècle et fait installer la fausse voûte en berceau actuelle. Il fait également remanier toutes les toitures et procède à des rejointoiements. En 1925, les toitures sont une nouvelle fois réparées sous Ch. Fassier, qui commence également la consolidation du clocher. Elle est poursuivie en 1932 par A. Collin. En 1942, l'église subit des bombardements. Jusqu'en 1949, Jean-Pierre Paquet dirige les réparations, qui concernent les toitures et les fenêtres. Un incendie en 1983 oblige à une nouvelle réparation des toitures.

## Description

### Aperçu général

Plan de l'église.

Orientée irrégulièrement sud-ouest - nord-ouest, l'église se compose d'une nef romane de trois travées de la fin du XIIe siècle ou du début du XIIe siècle, sans bas-côtés ; d'un transept de la même époque, dont la croisée supporte le clocher en bâtière central ; et d'un chœur-halle gothique rayonnant de trois fois deux travées, du milieu du XIIIe siècle. Les croisillons du transept largement débordant sur la nef communiquent avec cette dernière par deux étroites passages berrichons. Les trois travées du transept sont carrées et de dimensions identiques. Les trois vaisseaux du chœur ont exactement la même largeur, mais sont barlongues. Les six travées du chœur sont également de dimensions identiques, sauf la dernière travée du vaisseau central, qui fait saillie sur la façade du chevet afin de mettre en exergue le sanctuaire. Le portail principal de la façade occidentale est précédé par un porche nettement désaxé vers la droite, non antérieur au XIIIe siècle. Le transept possède deux pignons au nord et au sud, écrasés par les murs gouttereaux du chœur, qui atteignent presque le faîtage du transept et sont reliés aux pignons. Les toitures en bâtière des trois vaisseaux du chœur recouvrent ainsi en même temps l'extrémité orientale des croisillons.

### Intérieur

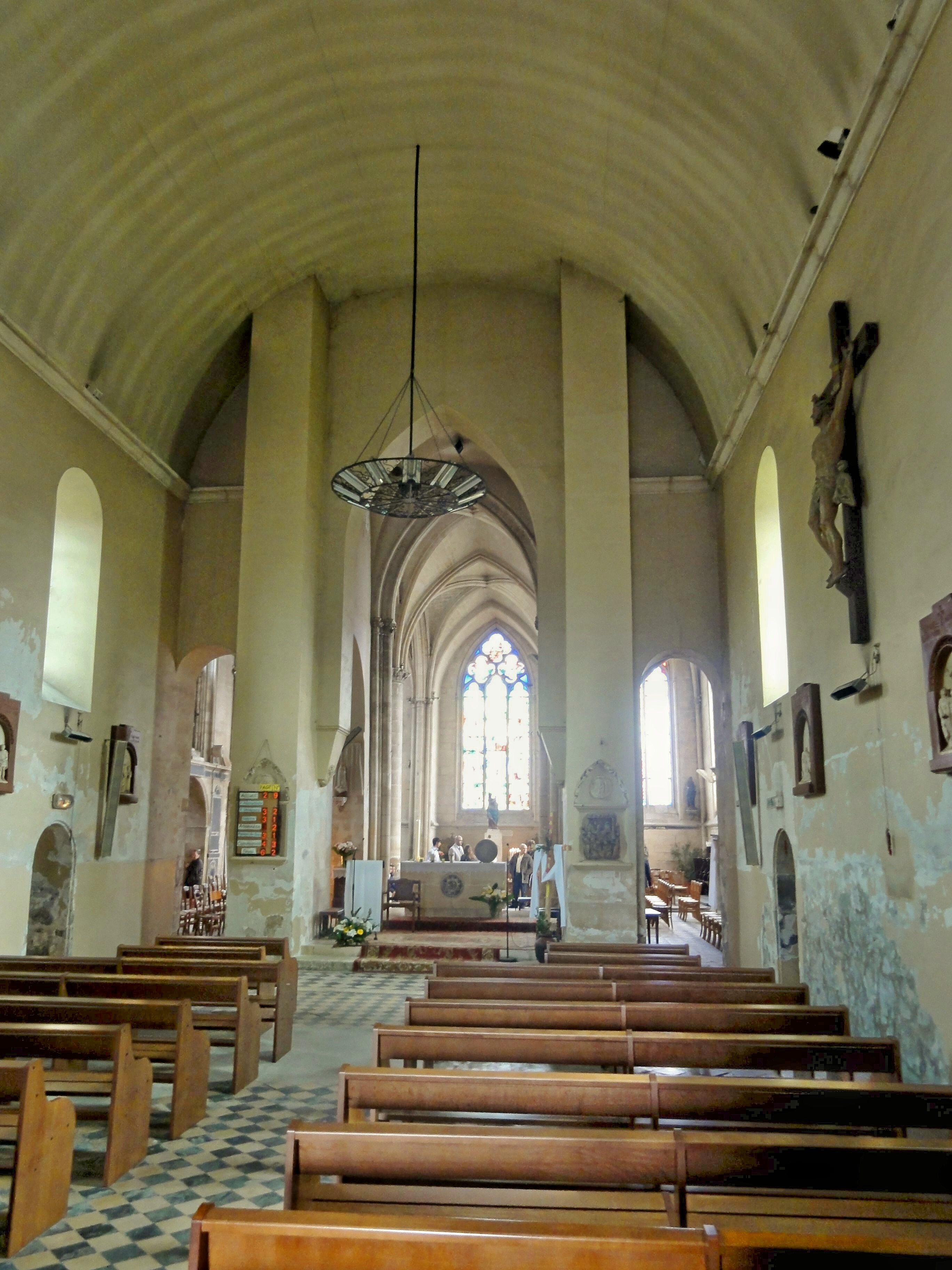
Intérieur à la nef.

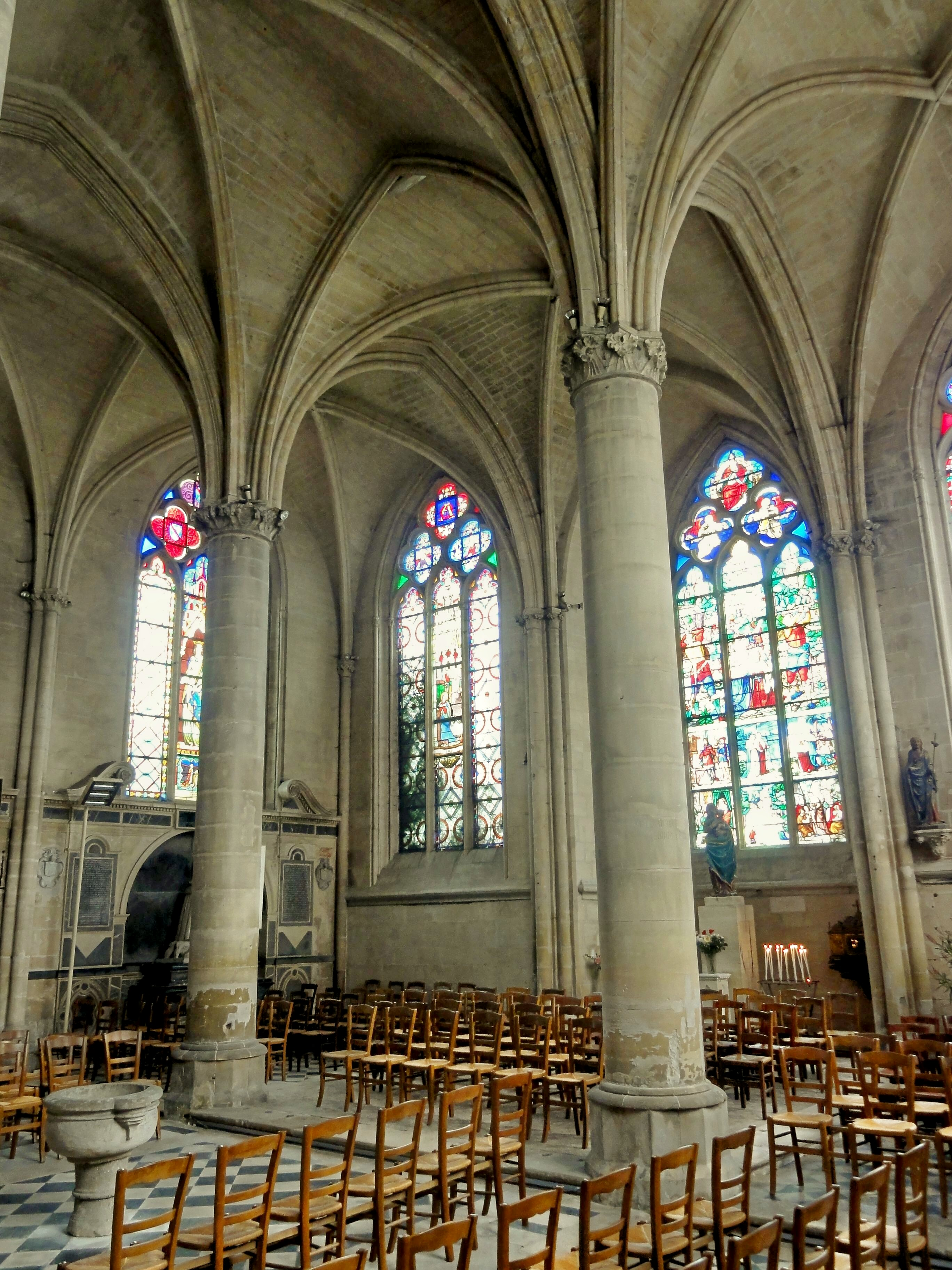
Chœur ; vue diagonale sud-ouest / nord-est.

La nef est dépourvue de toute ornementation à l'intérieur et pourrait être qualifiée de pauvre. Elle est éclairée par trois petites baies plein cintre au nord et trois autres au sud. La baie de la seconde travée avait été repercée au XVIe siècle et doté d'un réseau flamboyante, encore visible à la fin des années 1980, mais la baie romane a désormais été reconstituée. Deux fenêtres plein cintre modernes existent dans le pignon de la façade occidentale, au-dessus de la tribune d'orgue. Elles ont été déplacées vers le bas lors de l'installation de cette tribune, leurs cintres d'origine restant visibles au-dessus. Le plafond est une fausse voûte en berceau en bois plâtré.
Le transept est également d'une grande sobriété. La base du clocher a vraisemblablement été renforcée dès le XIIe siècle ; à l'ouest, deux contreforts font saillie dans la nef. Les deux croisillons sont voûtés en berceau perpendiculairement à l'axe de l'édifice. L'extrémité du croisillon sud étant mitoyenne du presbytère, un petit oculus dans le mur occidental doit suffire pour assurer l'éclairage. L'extrémité septentrionale est percée d'une petite fenêtre. Les murs orientaux des croisillons ont été abattus lors de l'édification du clocher. N'ont été conservés que les moitiés occidentales des grandes piles du clocher, auxquelles s'adossent les piles composées du chœur.
Le chœur-halle de Nogent-sur-Oise se range dans un groupe d'une vingtaine de chœurs-halle pouvant être recensés dans le nord du bassin parisien. Sa réalisation laisse apparaître des contraintes d'économie : les clés de voûte ne sont pas décorées ; les voûtes sont dépourvues de formerets ; et les soubassements des fenêtres ne sont pas décorées. Il s'agit néanmoins d'une œuvre d'une grande qualité architecturale, alliant simplicité et raffinement. La parfaite harmonie et symétrie du chœur de Nogent en font même l'exemple le plus abouti parmi tous les chœurs-halle de la région. En effet, cinq des six travées sont de dimensions strictement identiques, toutes les voûtes et supports sont identiques, et les sept fenêtres sont également identiques. Les voûtes sur croisées d'ogives retombent sur des piliers composées engagés le long des murs, mais pour les deux piliers occupant le centre de l'espace, l'architecte anonyme a opté pour des piliers cylindriques isolés afin de minimiser l'encombrement. Ces piliers, appareillés en tambour, portent des chapiteaux circulaires et de faible hauteur, débordant sur les tailloirs en forme d'étoile au-dessus. Les chapiteaux sont sculptés en feuillages, recourbées en crochets par deux, nettement découpés. Le même motif est repris pour les chapiteaux plus petits le long des murs. Du fait de l'absence de formerets, l'on ne trouve qu'une seule colonnette dans les quatre angles du chœur, mais des faisceaux de trois colonnettes au nord et au sud, et des piliers d'onze colonnettes à l'ouest. En effet, les doubleaux séparant les trois vaisseau du chœur, s'ils suivent le profil des ogives, sont plus richement moulurés car remplaçant les grandes arcades habituelles. Ils possèdent donc des doubleaux secondaires, et il en va de même des arcades s'ouvrant sur les croisillons. Devant le chevet, l'on trouve exceptionnellement un formeret et donc des faisceaux de quatre colonnettes : le bref prolongement de la dernière travée est voûté en berceau indépendamment, en suivant le profil des ogives.
Les fenêtres n'occupent pas toute la largeur des murs, ce qui semble plutôt relever d'un choix délibéré de l'architecte que de résulter d'un souci de stabilité. Seulement le sommet des fenêtres touche ainsi la voûte. Les meneaux reposent directement sur un glacis fortement incliné en guise de seuil, délimité du soubassement par un tore. Les fenêtres sont entourées de moulures et présentent tous le même remplage, avec trois lancettes aux têtes tréflées. Des simples bagues tiennent lieu de chapiteaux. Les trois lancettes sont surmontées de trois oculi quatre-feuilles.

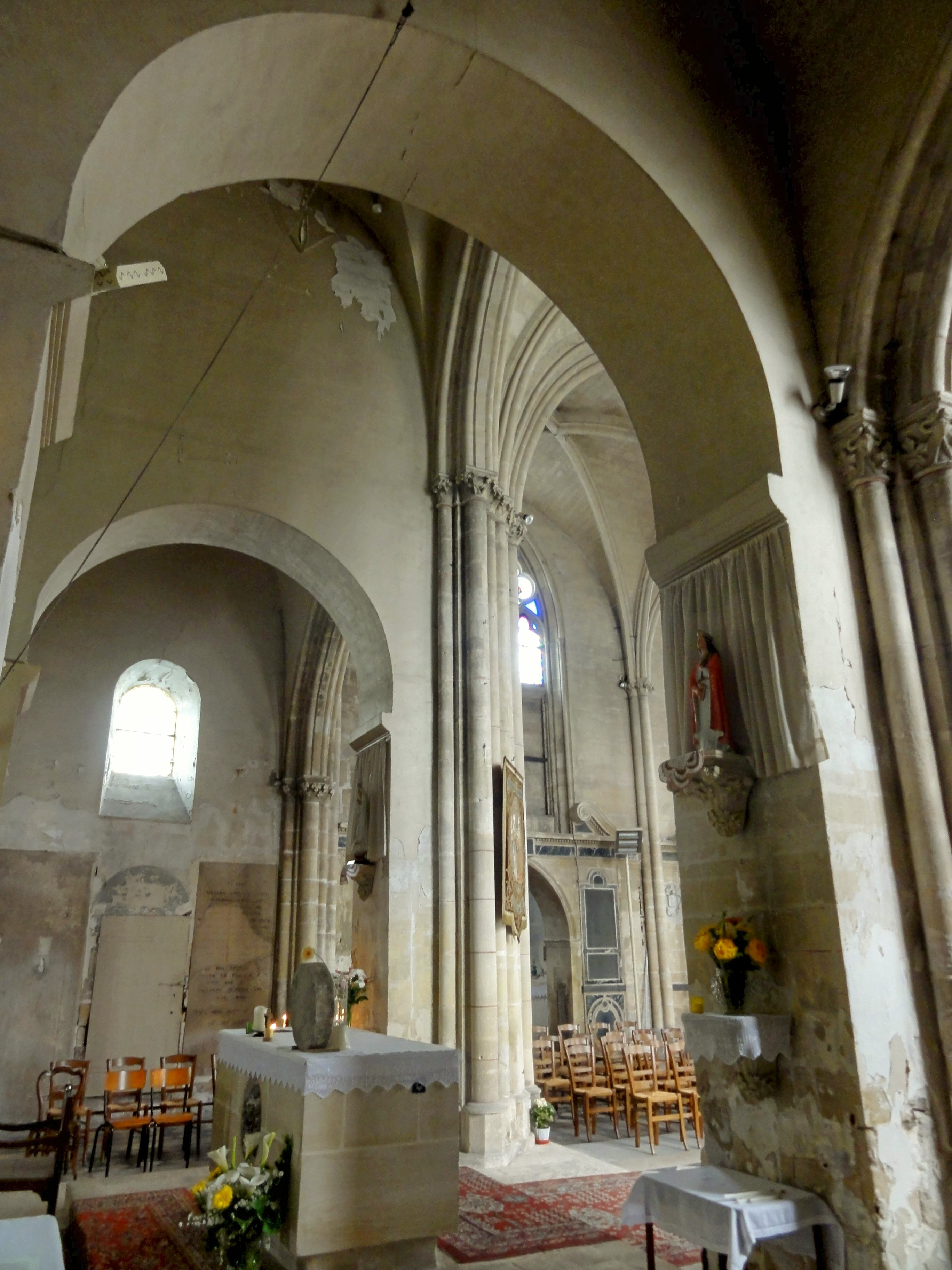
Transept, vue sud-nord.
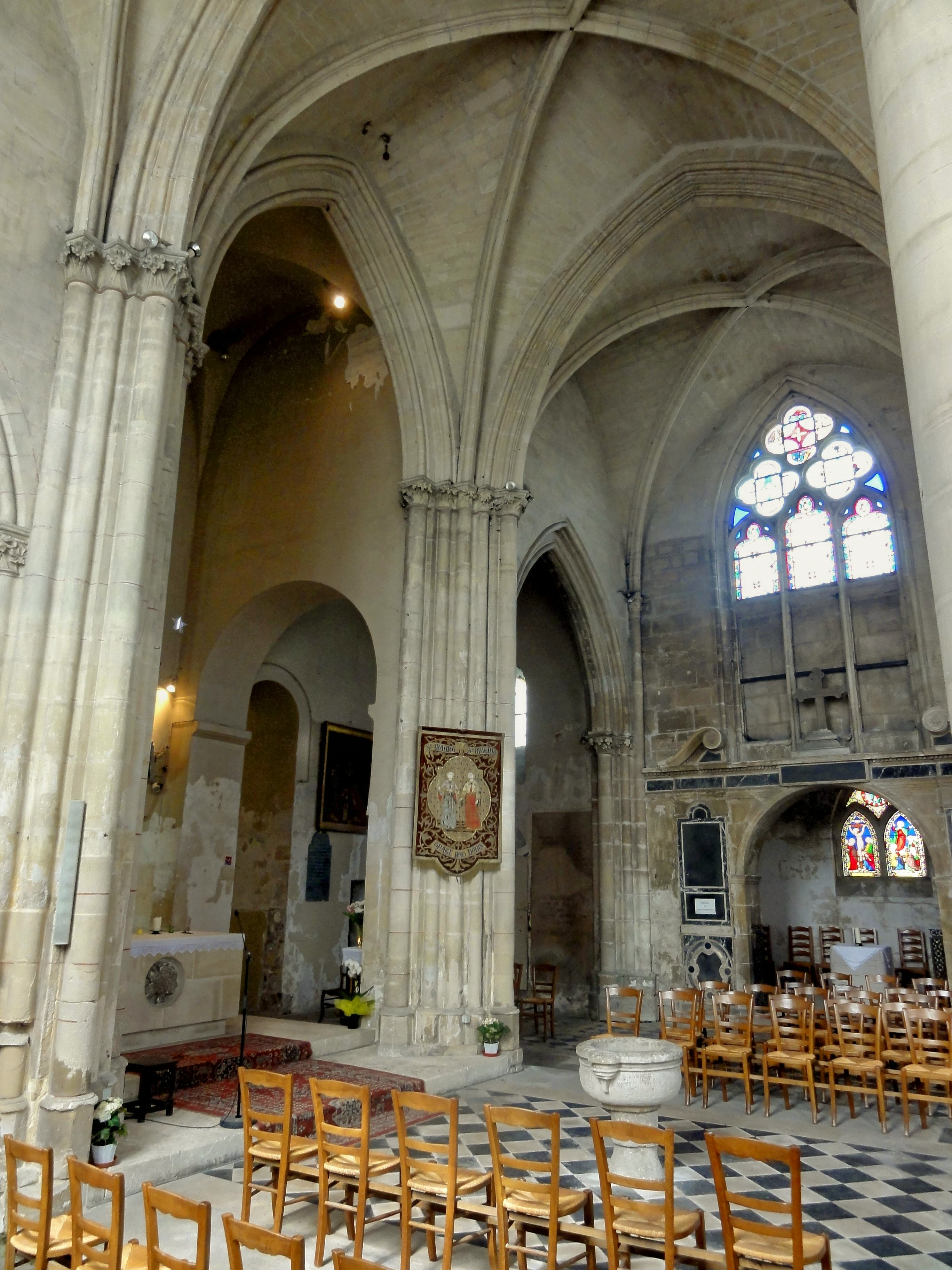
Vue sur le croisillon nord.
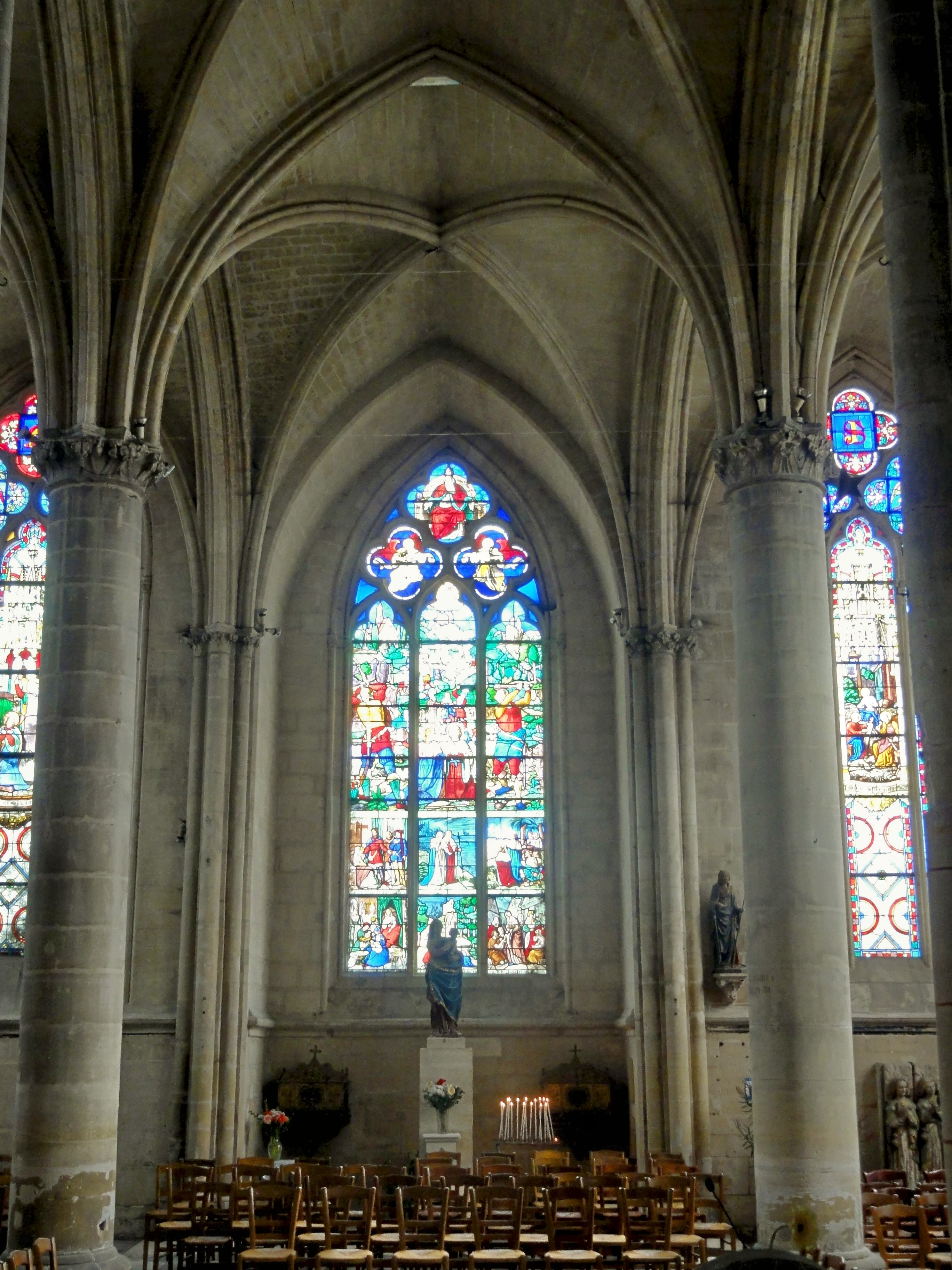
Vue sur le chevet.
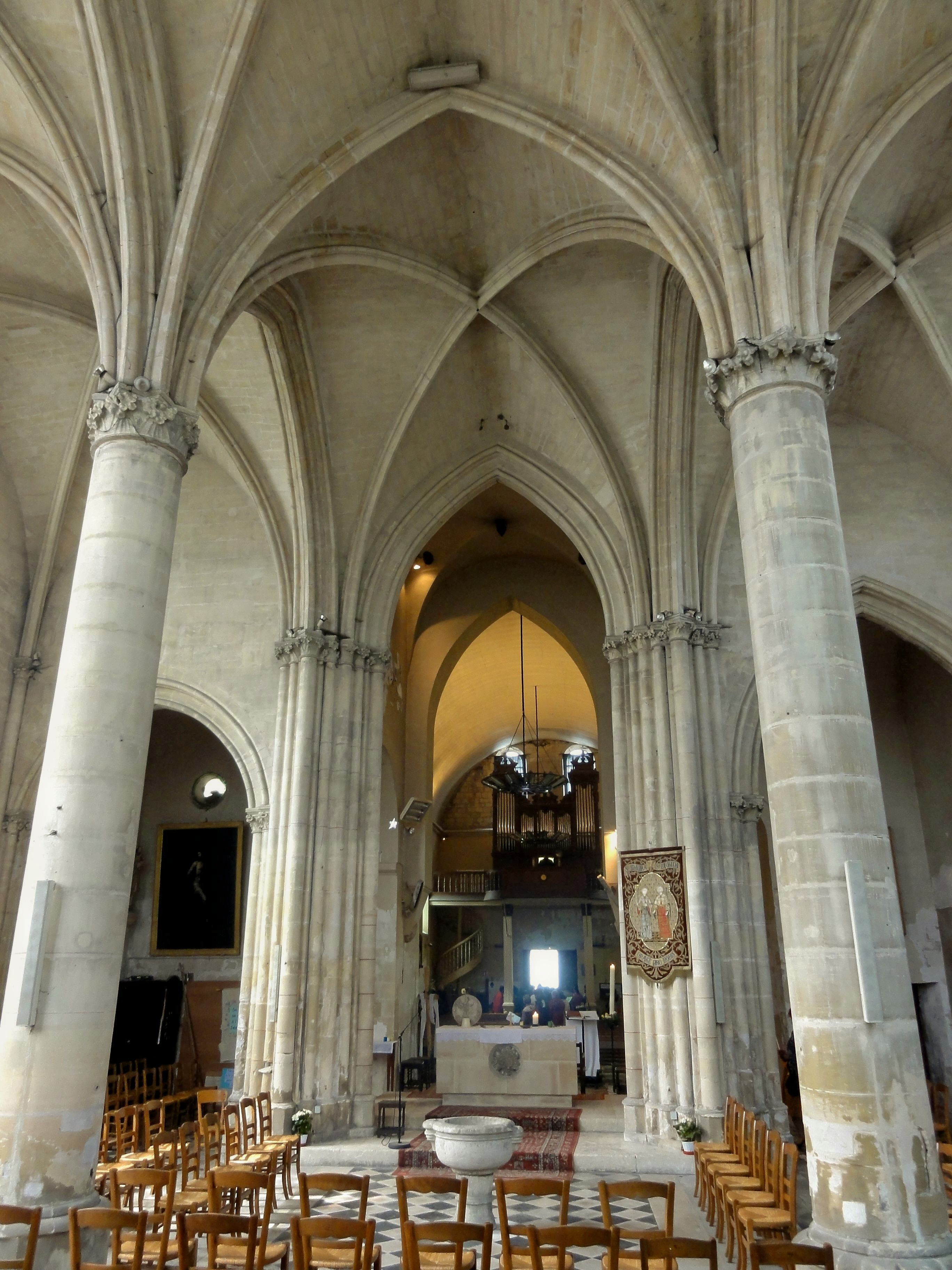
Chœur, vue vers l'ouest.
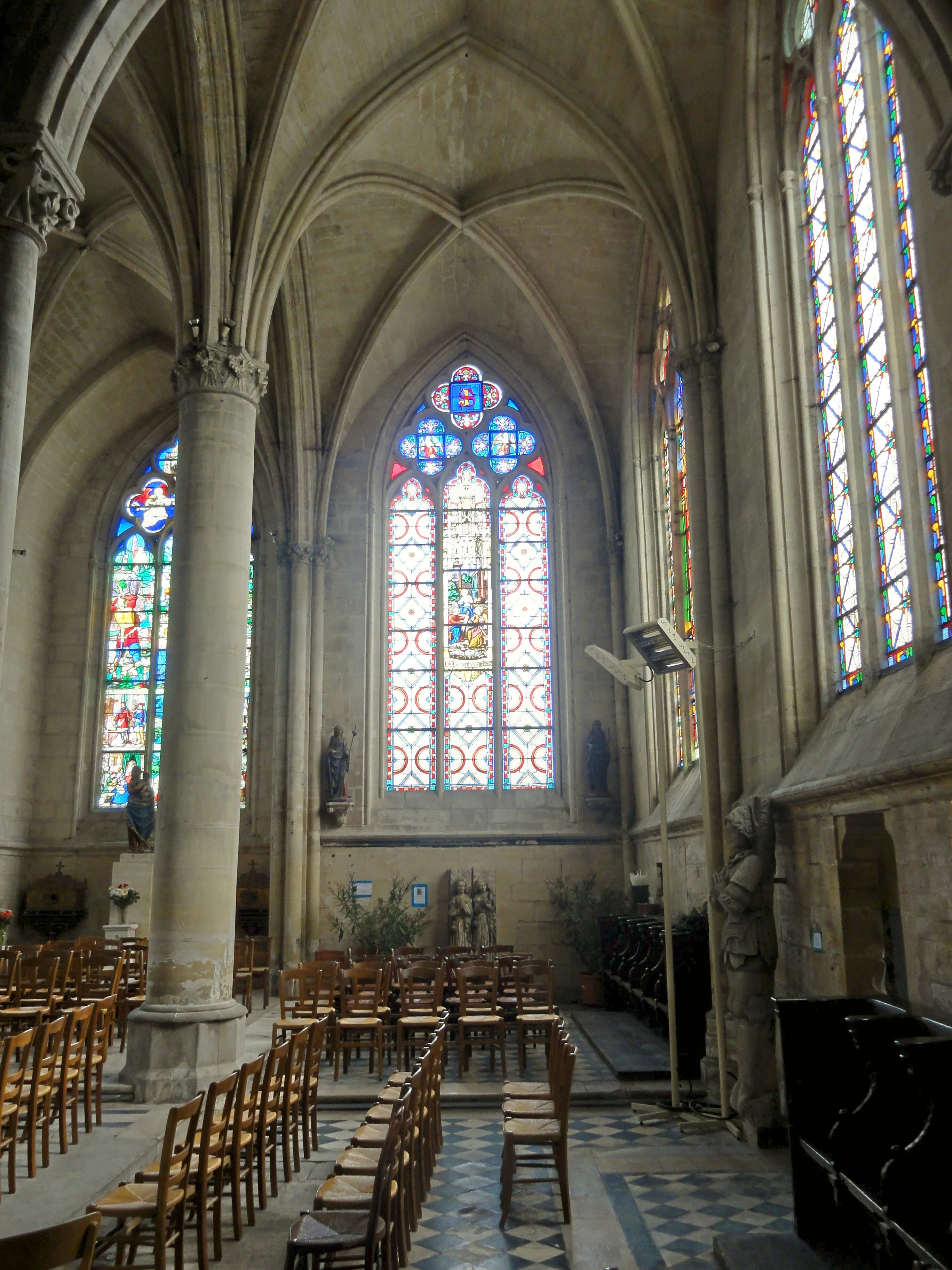
Collatéral sud du chœur.
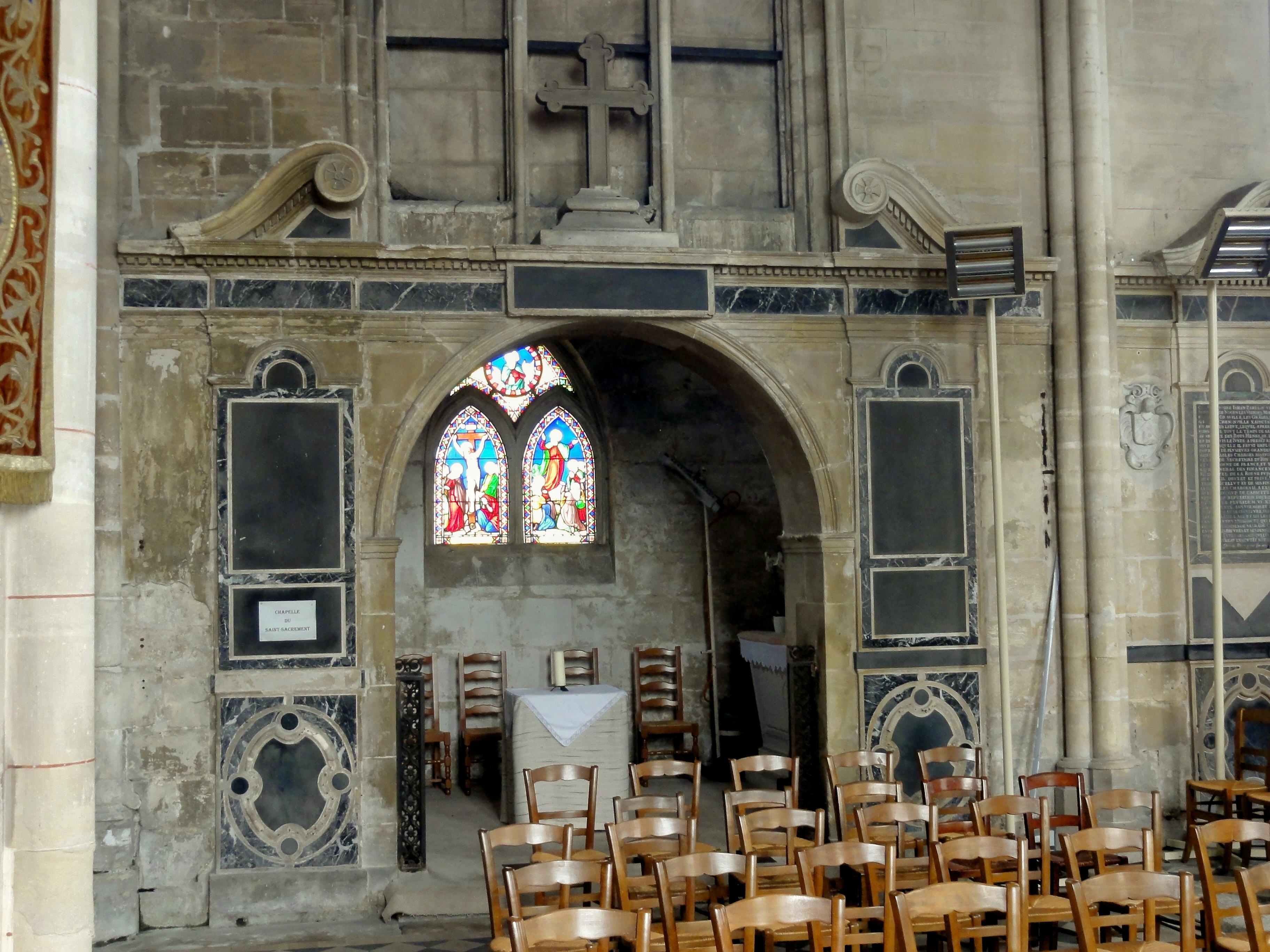
Chapelle du Saint-Sacrement.

### Extérieur

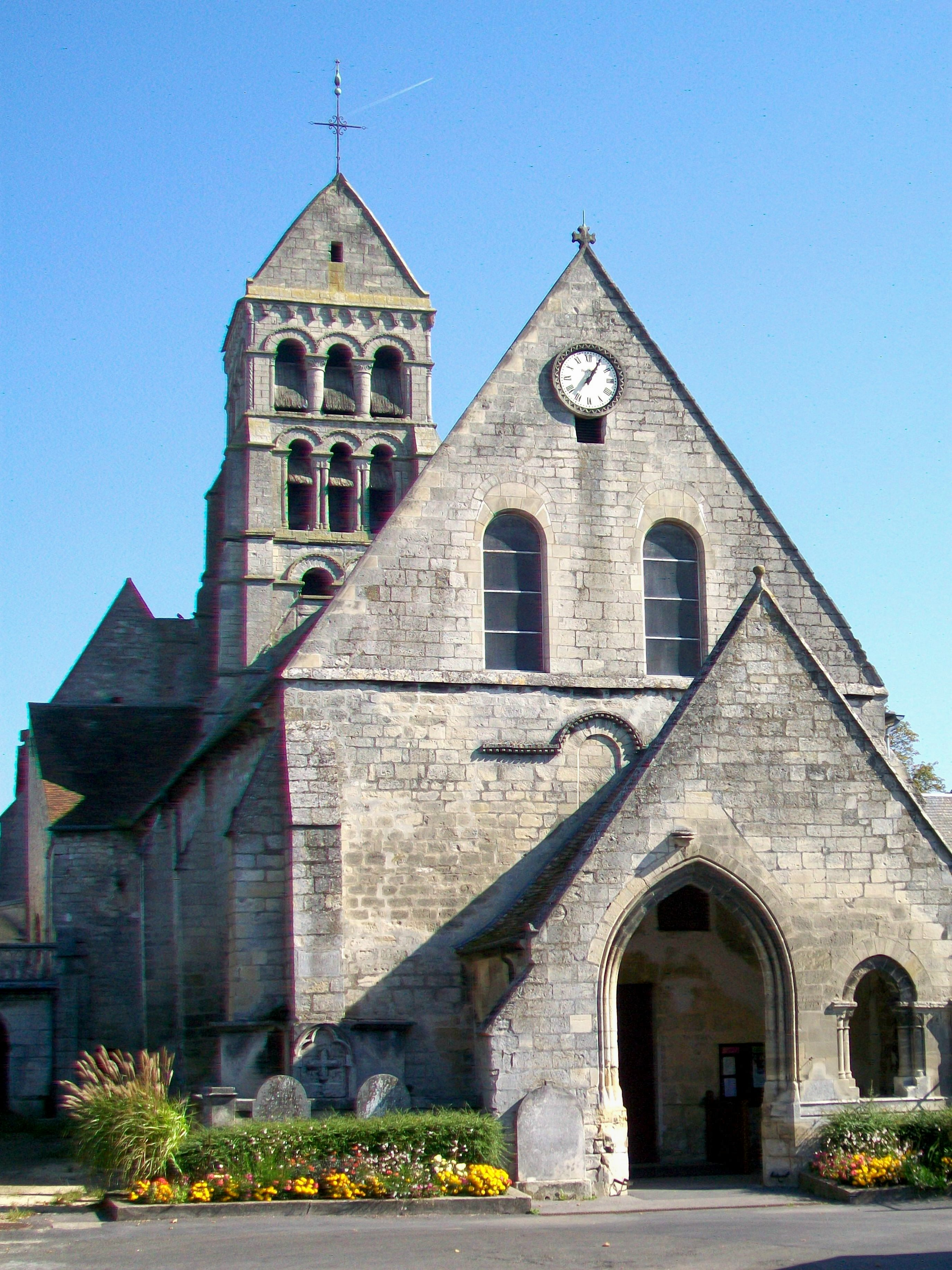
Façade occidentale.

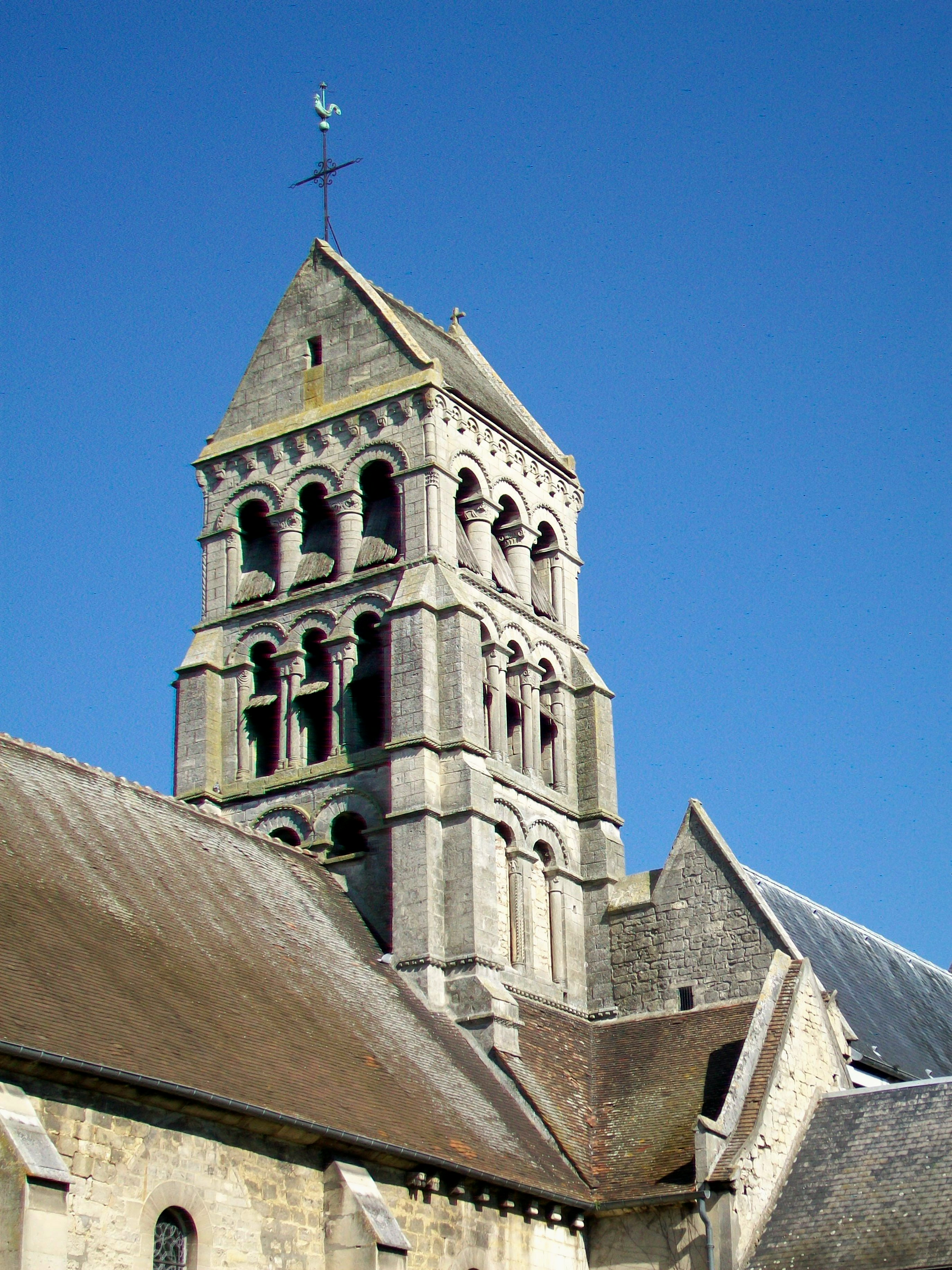
Clocher, côté sud-ouest.

La façade occidentale et le chœur sont bâtis en pierre de taille, et les murs gouttereaux de la nef et le transept en moellons assez réguliers. Le sommet du pignon de la façade est couronné par une croix. En dessous de l'horloge placée en hauteur, l'on aperçoit une petite ouverture abat-son, et plus bas, les deux baies modernes déjà mentionnées. Elles prennent appui sur un larmier qui délimite le mur de la nef. En dessous, à gauche du toit du porche, le vestige d'une fenêtre romane reste bien visible, avec son cordon de billettes qui se prolonge au niveau des impostes. Le porche ne manque pas d'intérêt. L'ouverture d'entrée en tiers-point est entourée de moulures, et un gâble primitif reste visible dans le pignon qui a dû prendre sa forme actuelle lors d'un agrandissement du porche vers la droite. À droite de l'entrée, le porche est ajouré par une baie en tiers-point qui est cantonnée de deux colonnettes à chapiteaux. Par contre, le portail proprement dit est sans intérêt : c'est une simple porte rectangulaire sans décoration. Le mur occidental de la nef est épaulé par des contreforts peu saillants et se terminant par des glacis. Les contreforts des murs gouttereaux de la nef sont légèrement différents, scandés par un court glacis intermédiaire. En haut des murs, la corniche présente de grands modillons d'un aspect barbare, grossièrement sculptés. Une partie de la corniche a disparu.
Le clocher passe pour être l'un des plus beaux clochers roman dans toute la vallée de l'Oise ; c'est l'un des rares clochers romans à trois étages que compte la région. Les contreforts s'arrêtent à la fin du second étage. Au nord et au sud, les contreforts se retraitent à deux reprises, à la fin de la base du clocher et à la fin du premier étage. Le premier étage est en partie obstrué par les toitures de la nef et du chœur ; aussi, les ouvertures ne descendent-elles pas aussi bas qu'ailleurs. La limite entre la base et le premier étage, ainsi que la limite entre le second et le troisième étage, est marqué par un cordon de billettes qui va tout autour, en incluant les contreforts. Entre le premier et le second étage, le cordon est tressé, motif plutôt rare dans la région. Le premier étage comporte deux baies géminées par face, et les deux autres étages trois baies par face. Les archivoltes sont décorés de cordons de billettes aux premier et second étage, et de cordons de pointe-de-diamant au troisième étage. Dans tous les cas, les arcatures voisines se partagent un même tailloir de la forme d'un larmier nettement saillant, et se poursuivant tout autour du clocher, y inclus sur les contreforts. Au premier et second étage, les ouvertures sont chacune flanquées de deux colonnes à chapiteaux, décorés de motifs très variés, feuillages, volutes, personnages, motifs géométriques, palmettes. Ces colonnes sont des monolithes. Au troisième étage, les ouvertures se partagent au centre de grosses colonnes, qui sont ici appareillées et pourvues de chapiteaux de grandes dimensions. Puisqu'il n'y a plus de contreforts à ce niveau, les angles sont occupés par des colonnettes engagées, partiellement torsadées. Finalement, les murs se terminent par une corniche beauvaisine, constituée de petites arcatures plein cintre retombant sur des corbeaux sculptés en masques, et subdivisées chacune par deux arcatures plus petites,.

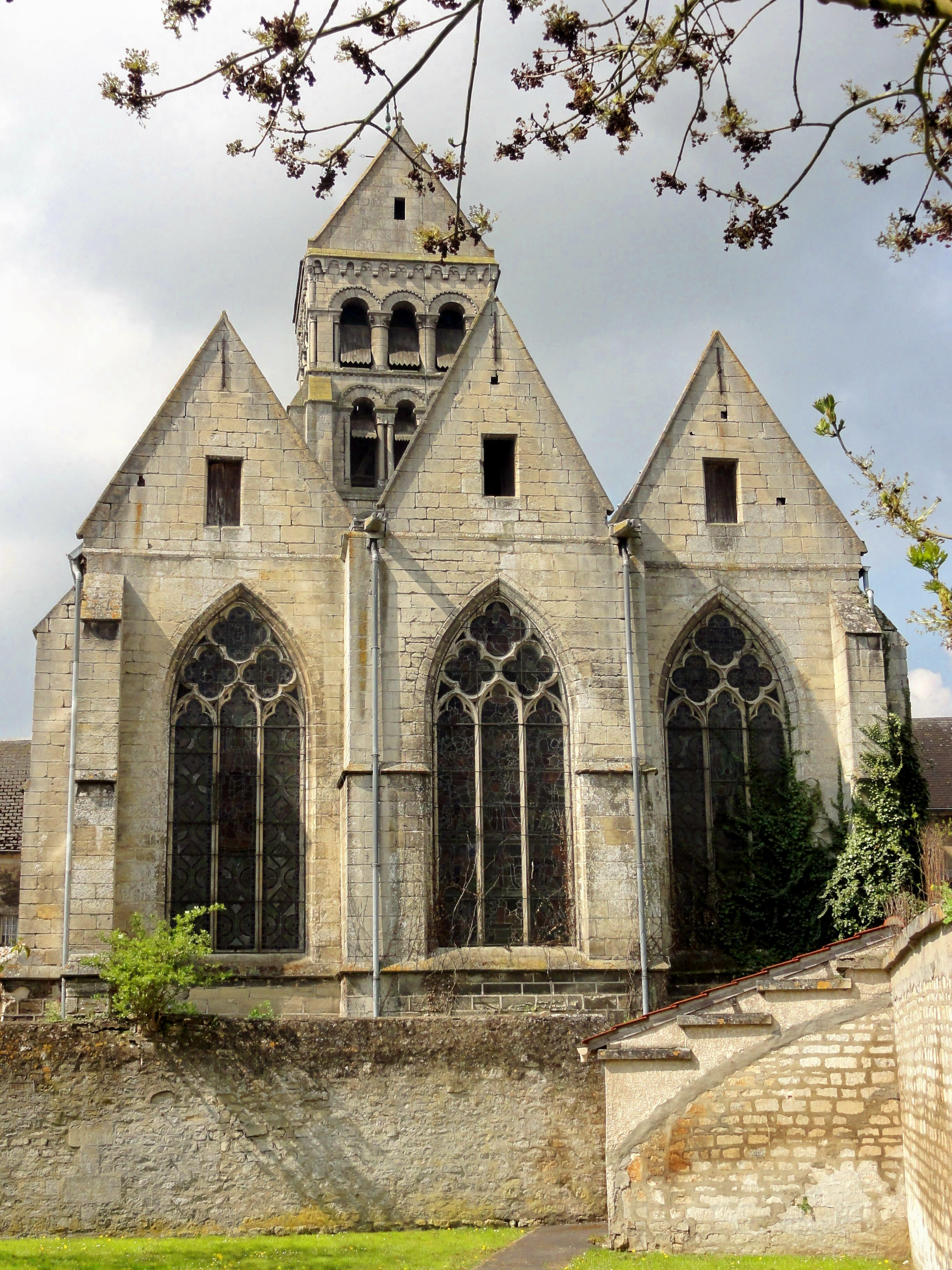
Vue sur le chevet.
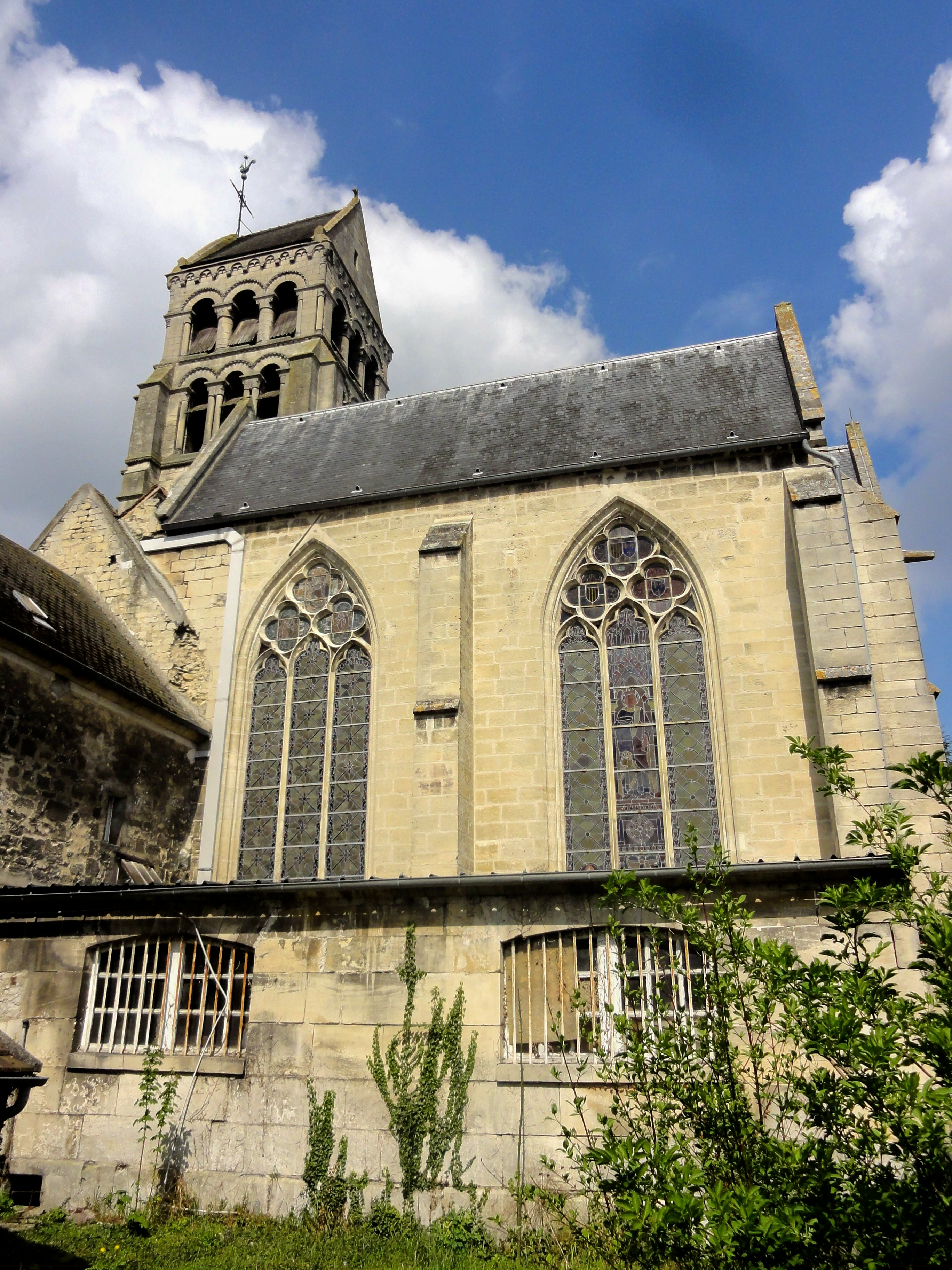
Le chœur, côté sud.
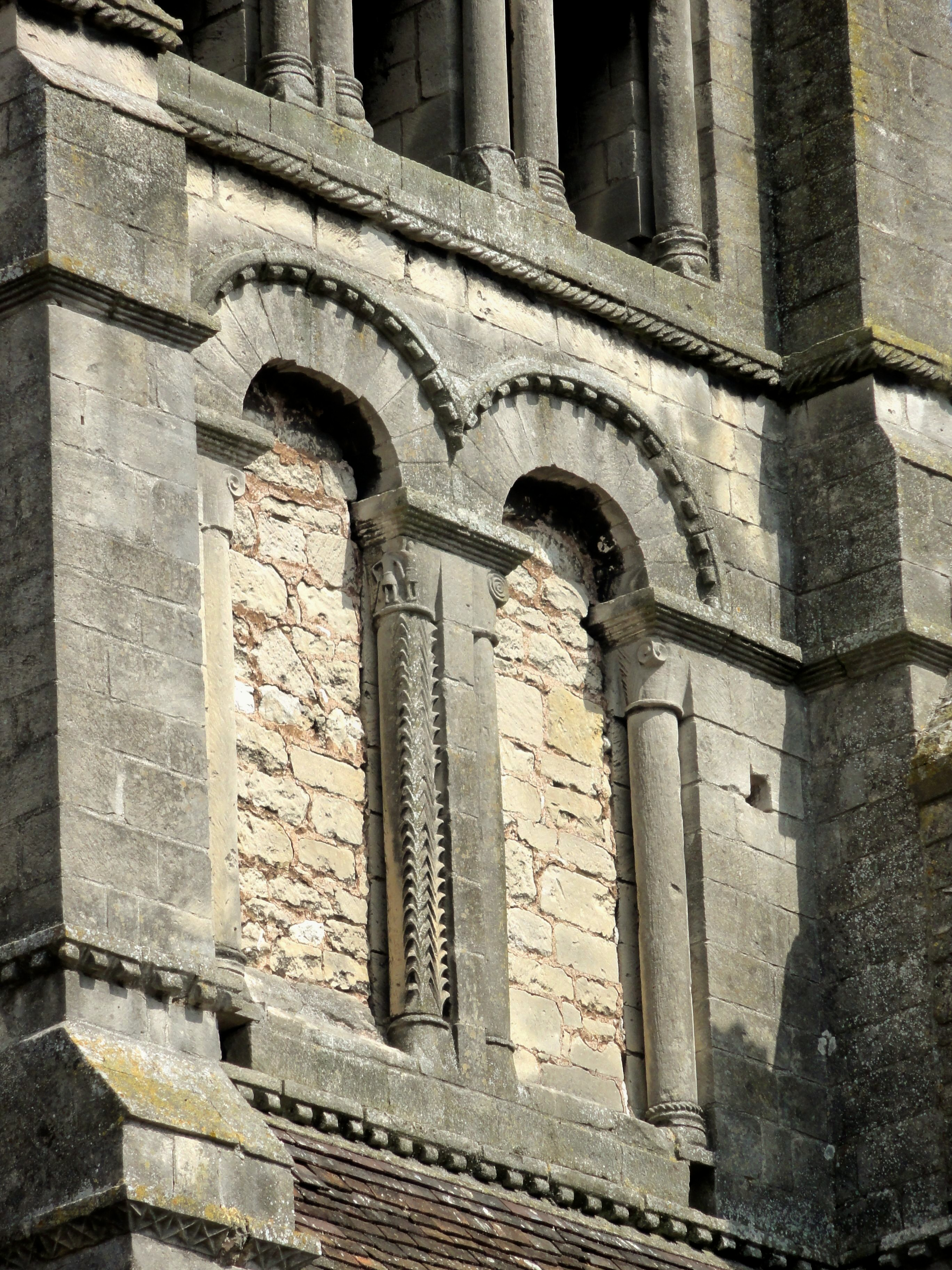
Premier étage du clocher.
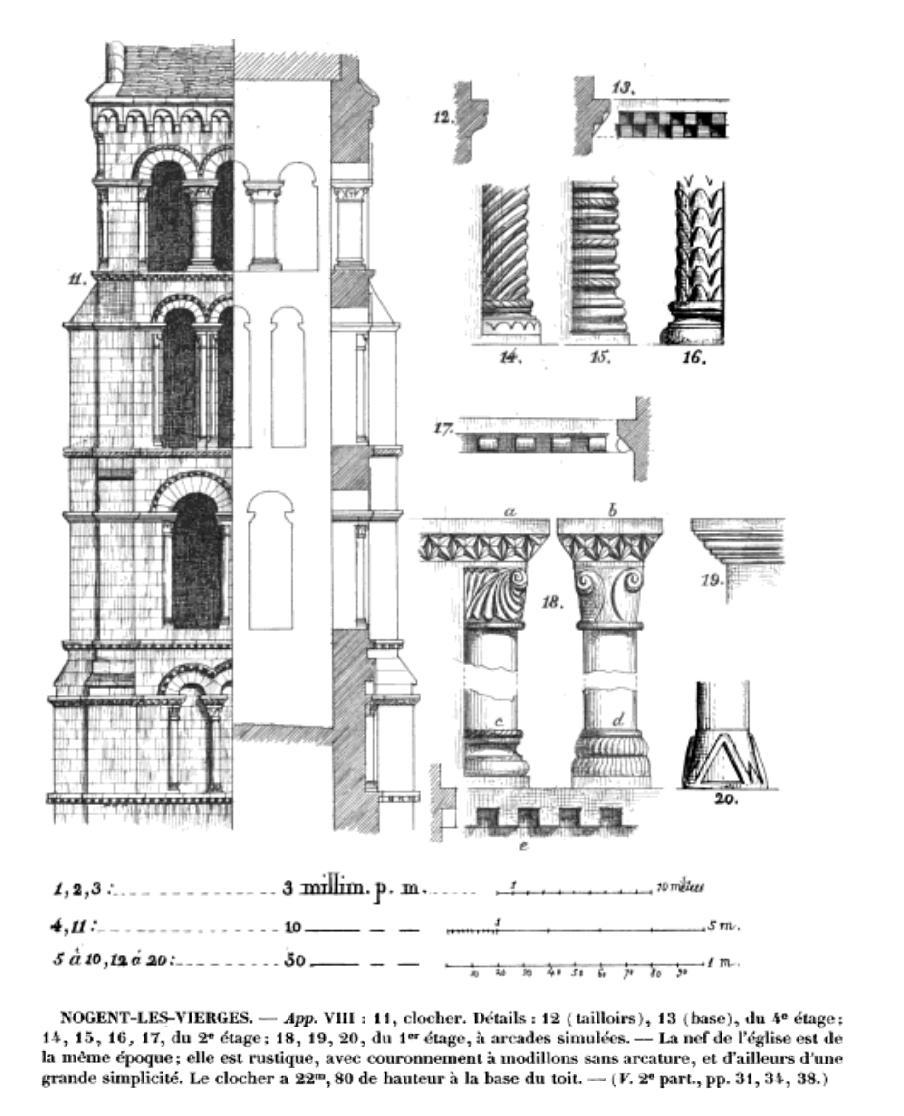
Détails architecturaux.
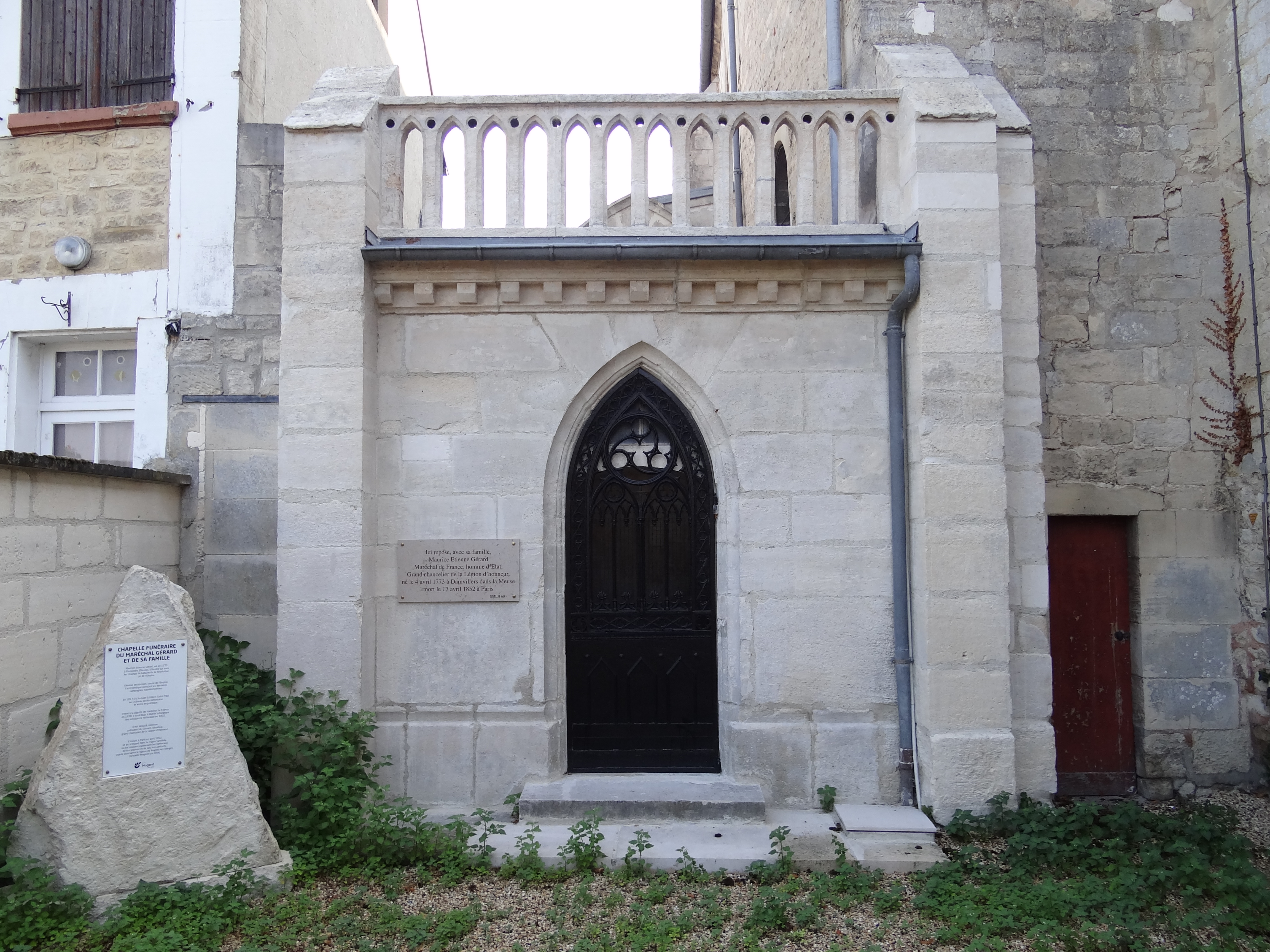
La chapelle funéraire du maréchal Gérard et de sa famille.

## Mobilier

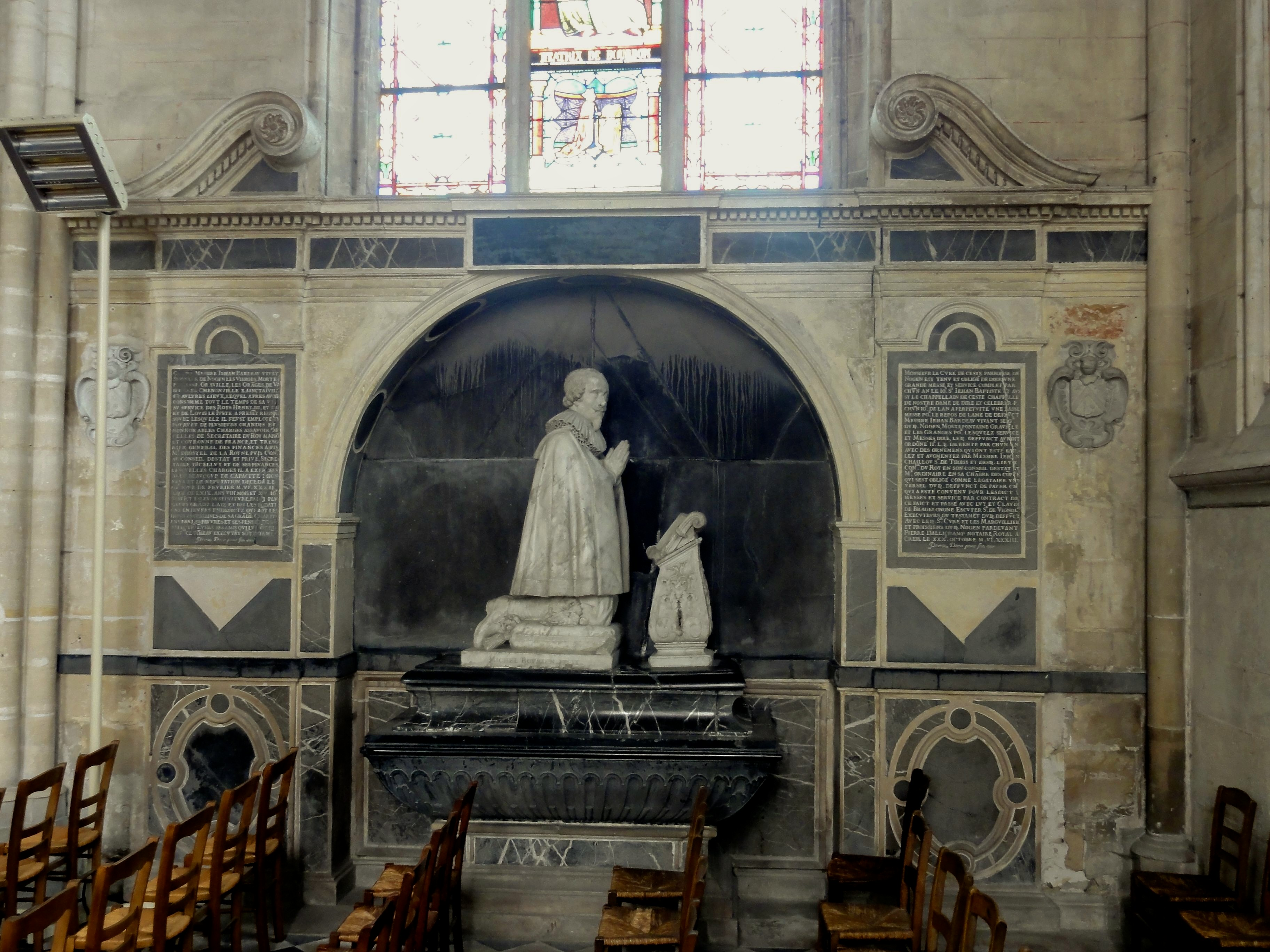
Monument funéraire de Jean Bardeau.

À l'intérieur de l'église, à gauche de l'entrée, subsiste une cheminée du XVe siècle, dont on a longtemps pensé qu'elle servait à réchauffer l'eau de baptême en immersion, ce qui est impossible pour des raisons de chronologie. En réalité, la cheminée était simplement destinée à chauffer l'église. Elle est considérée comme un élément rapporté, peut-être du château démantelé de Sarcus, dont une façade Renaissance sert aujourd'hui de fabrique de jardin au parc Hébert, à Nogent. Chacune des trois travées du chœur comporte un autel. Le soubassement de l'un des autels est orné par quatre clés de voûte dont on sait qu'elles ont été récupérées au château de Sarcus, du XVIe siècle et en mauvais état. Les statues des deux vierges dans le chœur du vaisseau central datent du dernier quart du XIVe siècle. Exécutées en bois, elles mesurent un bon mètre de haut, en comptant le socle, et leur polychromie a été refaite au XIXe siècle.
Les reliques de sainte Maure et sainte Brigide sont renfermées dans deux châsses d'autour de 1700, en bois de chêne taillé et dorées, dont le décor en relief est en partie rapporté. Les châsses reposent chacune sur huit pieds de félins, sont percées d'une fenêtre permettant de voir le contenu, et couronnées de croix. Les vitraux des XIIIe et XVIe siècles ont pour partie été perdus pendant la Seconde Guerre mondiale, et les autres ont été très restaurés en 1948. Du milieu du XIIIe siècle, subsiste une verrière de deux vitraux représentant le jugement dernier, mettant en scène le Christ juge assis sur un trône, entouré de deux anges. À ses pieds, deux défunts sortent de leur tombeau. Sont en outre présents Marie et saint Jean.
Le monument funéraire de Jean Bardeau, seigneur de Nogent mort en 1632, est une œuvre soit du sculpteur Michel Bourdin père, décédé en 1623 (si Bardeau a commandé le monument longtemps avant sa mort), soit de son fils. L'église abrite un gisant grandeur nature de Florimond de Villers-Saint-Paul, vestige de son monument funéraire détruit sous la Révolution, et déposé en l'église en 1842. Il provient de l'abbaye Saint-Lucien de Beauvais où le défunt aurait été enseveli en 1473. En outre, trois dalles funéraires méritent l'attention : de Gilles d'Oignier et Jeanne de Duvy (XVe siècle) ; d'un curé de Nogent anonyme mort en 1535 ; et d'Adrien Fessart, marchand boulanger (1631). Finalement, sur le plan de la sculpture, deux hauts reliefs sont exposés dans l'église. Sculptés dans la pierre calcaire pendant la première moitié du XVIIe siècle, ils représentent la nativité de Marie et la mort de Marie.
Tous les éléments signalés sont soit classés au titre des objets, ou au titre d'immeuble à l'occasion du classement de l'église en 1846. Reste à mentionner une crédence en chêne sculpté, en mauvais état, partiellement peinte en gris, partiellement dorée, couverte d'une plateau en marbre veiné noir. - Le clocher a reçu de nouvelles cloches en 1864. Les orgues et l'horloge astronomique ont été détruites par un incendie dans la nuit du 30 au 31 décembre 1983,.

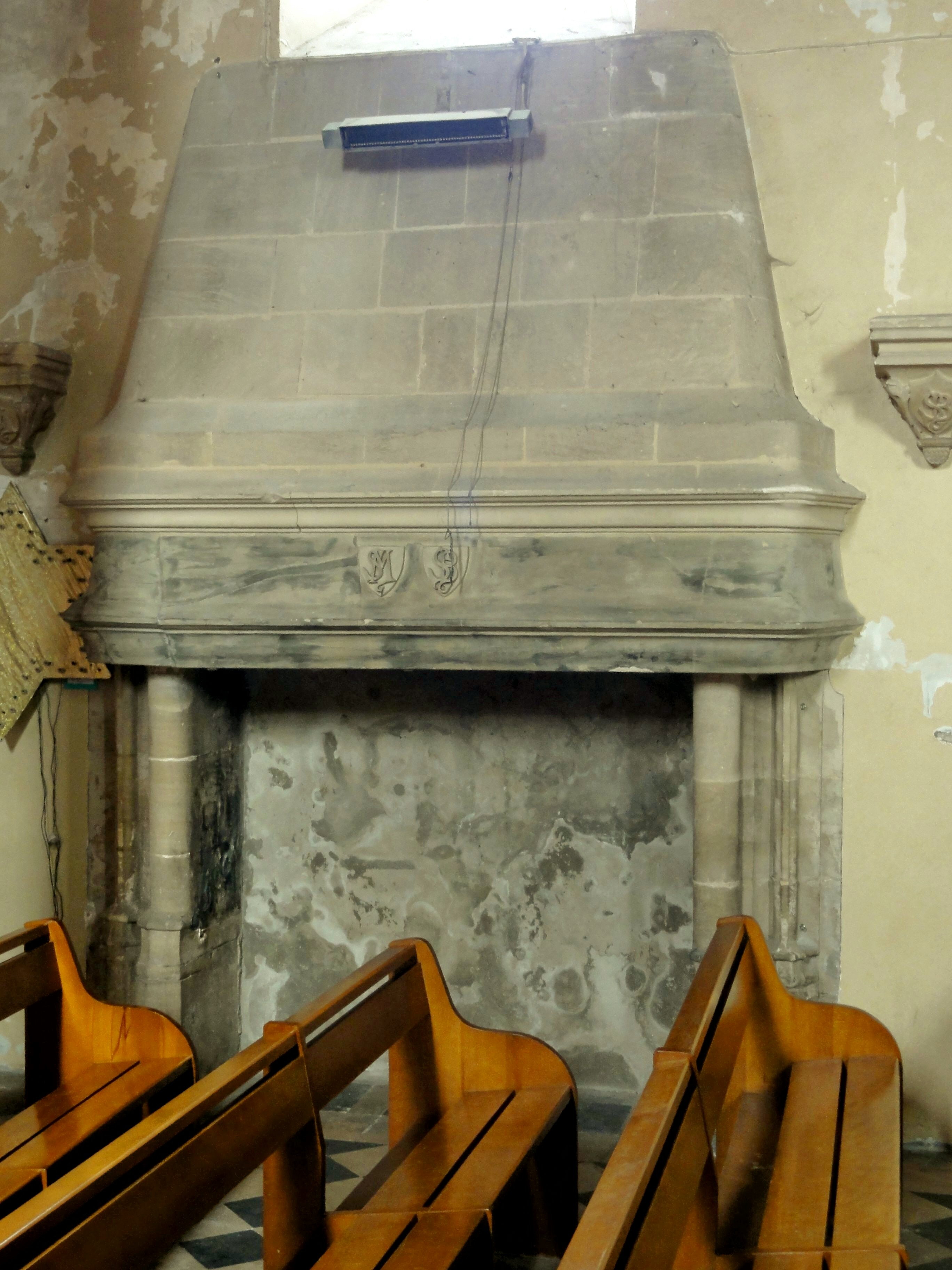
Cheminée du XVe siècle.
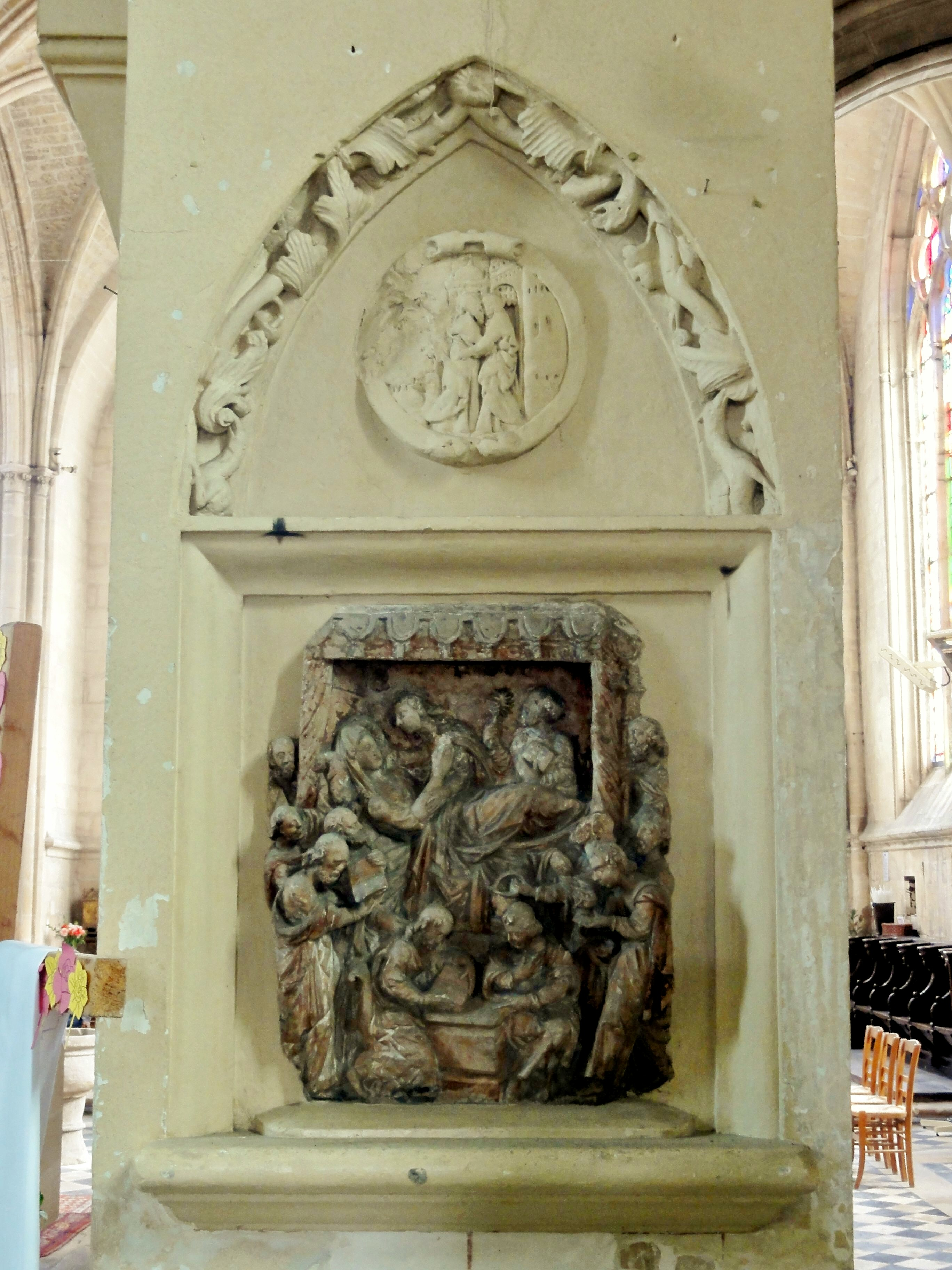
Mort de la Vierge.
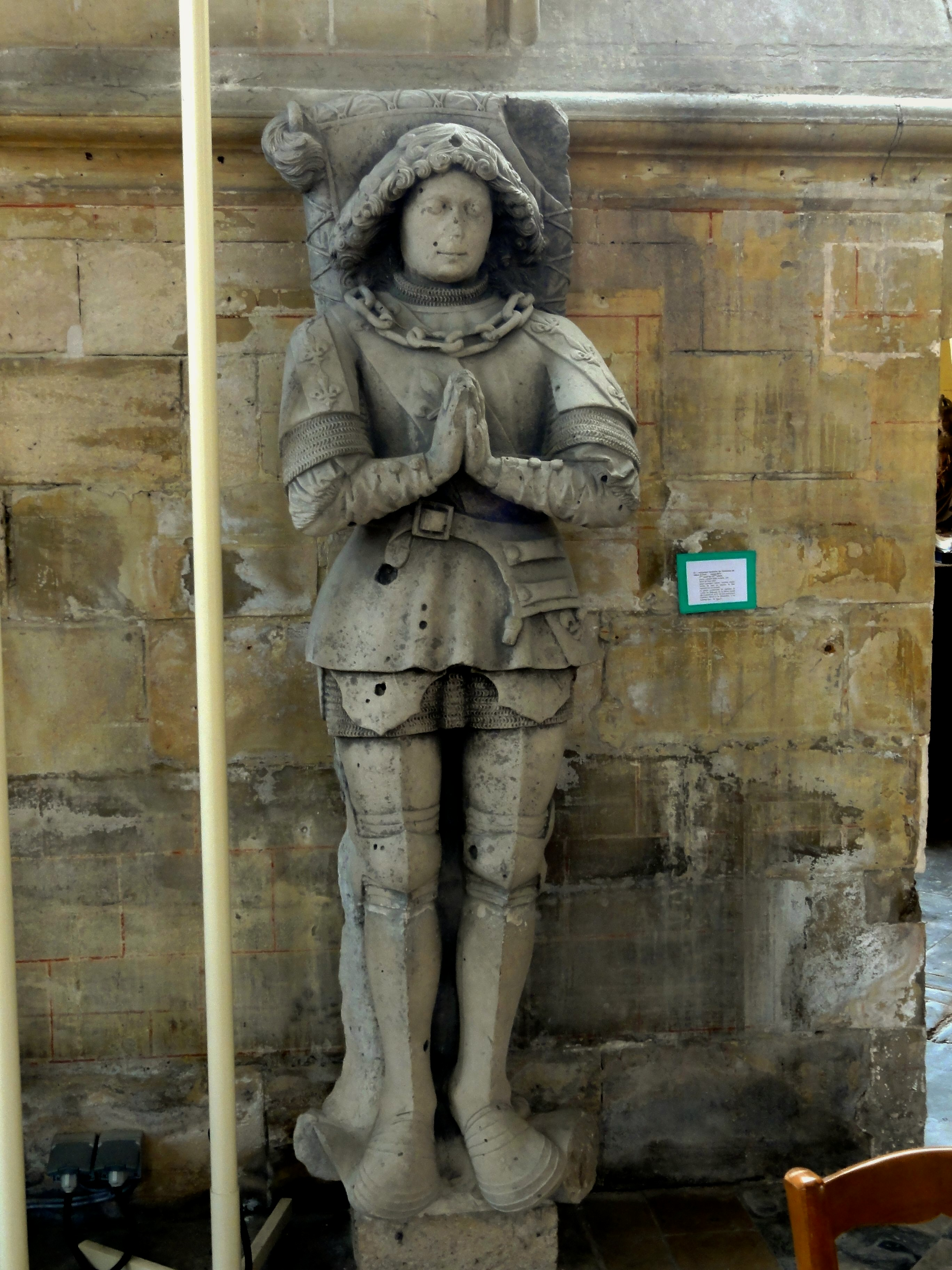
Florimond de Villers-St-Paul.
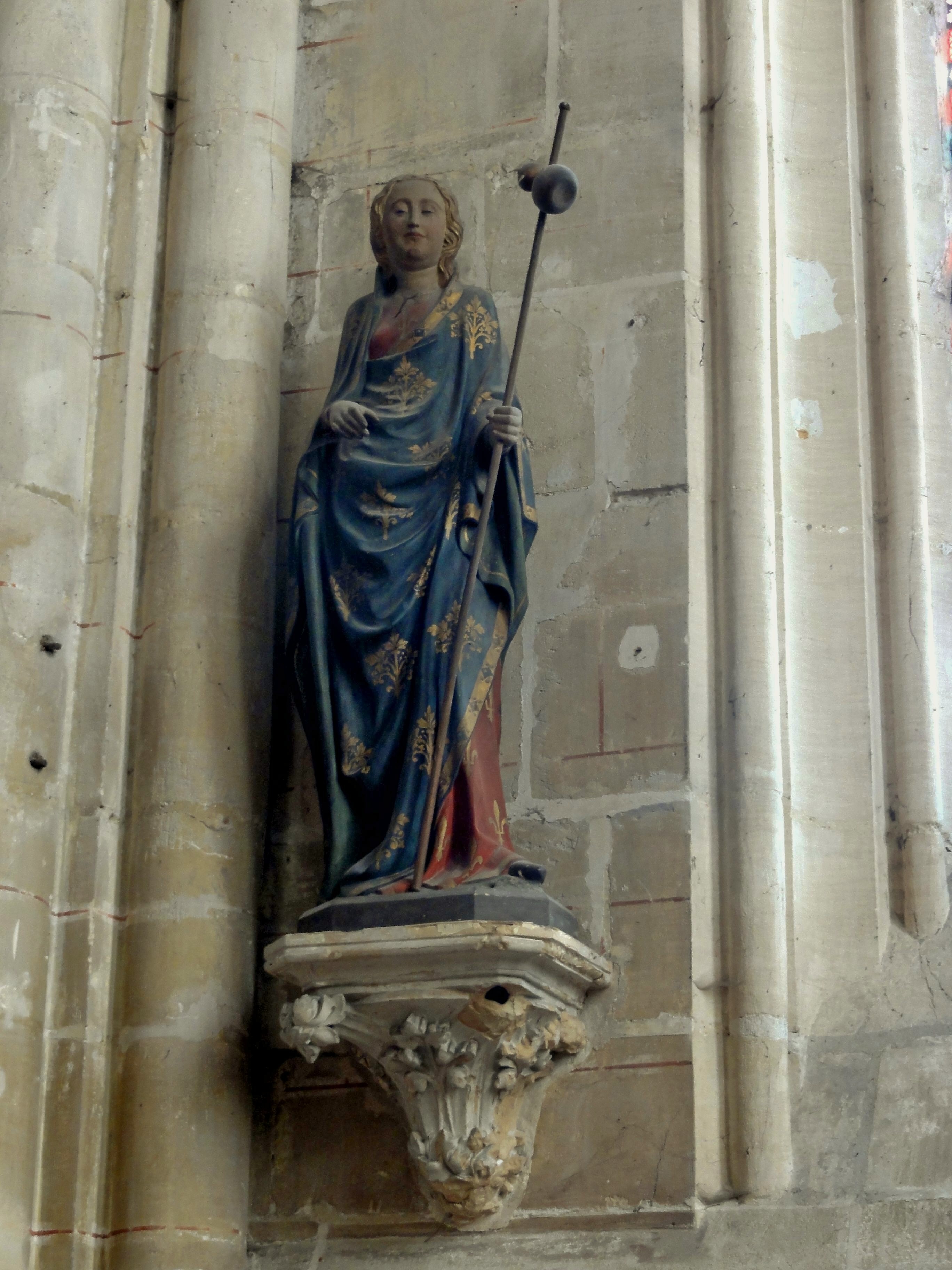
Sainte Maure ou Brigide.
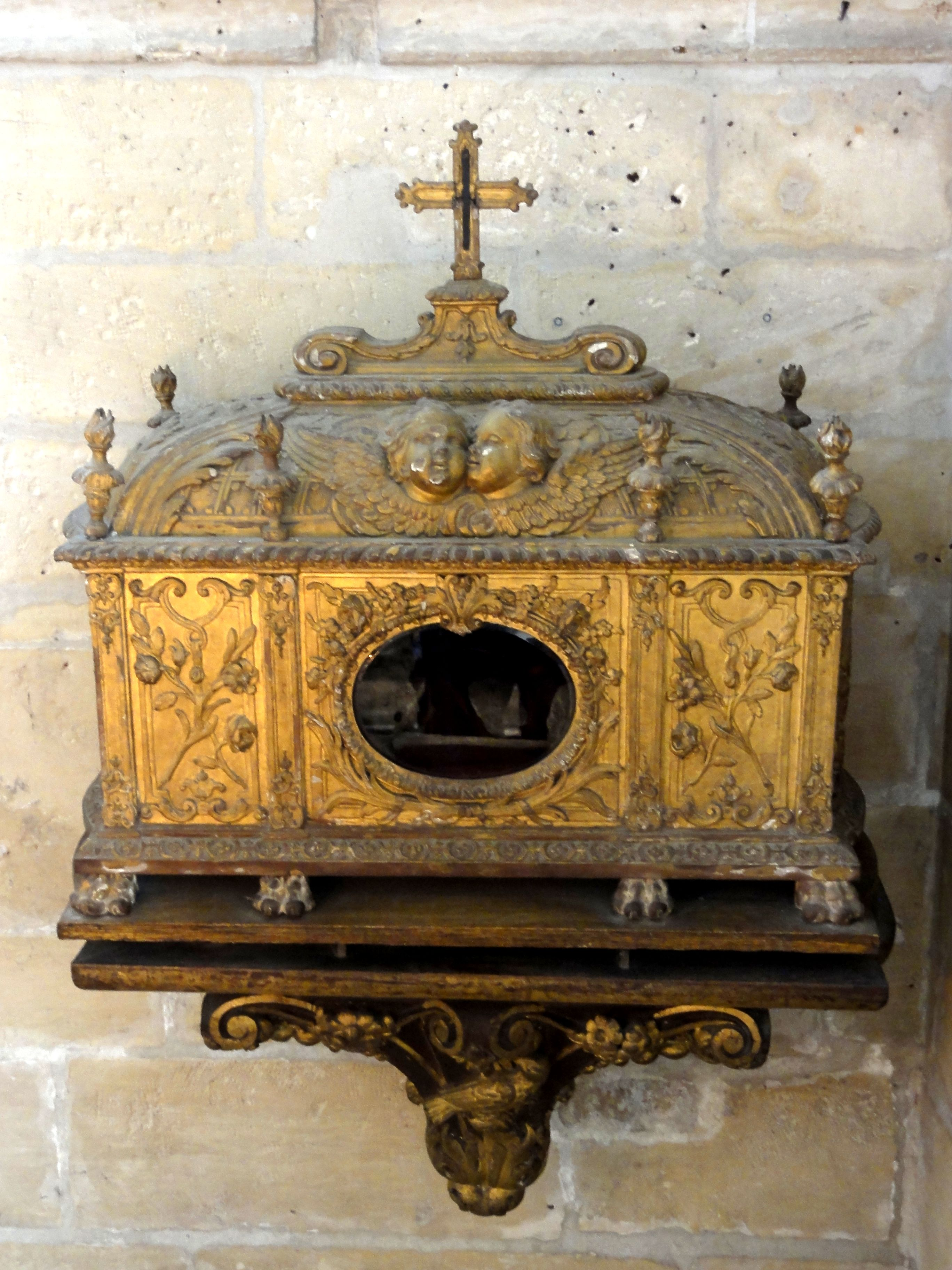
L'une des deux châsses.